# Резня в Шкабрне
Резня в Шкабрне (хорв. Pokolj u Škabrnji, серб. Масакр у Шкабрњи) — массовое убийство 62 хорватских мирных жителей и пяти военнопленных войсками территориальной обороны Сербской автономной области Краина (САО Краина) и Югославской народной армией (ЮНА) в деревнях Шкабрня и Надин к востоку от Задара 18-19 ноября 1991 года во время Хорватской войны за независимость.
Резня произошла вскоре после соглашения об эвакуации Задарского гарнизона ЮНА после усиления боевых действий между Национальной гвардией Хорватии (переименованной в Сухопутные войска Хорватии в ноябре 1991 года) и ЮНА. Большинство убийств было совершено войсками САО Краина, которые следовали за бронетанковыми частями ЮНА, пробивавшимися в Шкабрню 18 ноября. Большая часть гражданского населения бежала из деревни, и около 120-130 человек были захвачены ЮНА.
Международный уголовный трибунал по бывшей Югославии (МТБЮ) осудил политических лидеров сербов в Хорватии, а именно президентов Республики Сербская Краина, Милана Бабича и Милана Мартича, за военные преступления, включая убийства, совершенные в Шкабрне и Надине. Бабич был приговорен к 13 годам тюремного заключения в 2004 году, а Мартич был приговорен к 35 годам тюремного заключения в 2007 году. МТБЮ также предъявил обвинение президенту Сербии, Слободану Милошевичу, в связи с резней в Шкабрне, но скончался раньше, чем суд вынес приговор. В ноябре 1991 года 26 человек были заочно осуждены хорватскими властями за военные преступления, совершенные в Шкабрне и Надине. Большинство из них остаются на свободе, хотя некоторые были повторно судимы и осуждены за участие в резне, а некоторые вернулись в Хорватию, и их приговоры были отменены.

## Предыстория
В 1990 году этническая напряженность между сербами и хорватами обострилась после поражения на выборах правительства Социалистической Республики Хорватия. Правонационалистическое Хорватское демократическое содружество (ХДС) одержало победу по результатам голосования, получив большинство во всех трёх вечах. Югославская народная армия (ЮНА) конфисковала оружие территориальной обороны Хорватии, чтобы минимизировать сопротивление. 17 августа напряженность переросла в открытое восстание сербов в Хорватии, сосредоточенное преимущественно в сербских районах Далмации вокруг Книна (примерно в 60 километрах (37 миль) к северо-востоку от Сплита).

## Предпосылки и организация наступления
Эпизодические стычки между хорватскими войсками и войсками территориальной обороны Сербской автономной области Краина начались во второй половине 1990 года и в основном состояли из перестрелок в глубинках Задара. К июлю 1991 года они постепенно переросли в минометные обстрелы деревень, населенных хорватами. 26 августа 9-й Книнский корпус ЮНА вступил в открытый бой с Национальной гвардией Хорватии. 16-23 сентября ЮНА добилась успехов в битве при Шибенике и сосредоточили свои силы на Задаре.
САО Краина поддержала наступление ЮНА на Задар. Главные атакующая сила состояла из 180-й моторизованной бригады при поддержке корпусной артиллерии и югославских ВВС, в то время как хорватская оборона опиралась на 4-ю гвардейскую моторизованную и 112-ю пехотную бригады, а также несколько отдельных батальонов Национальной гвардии Хорватии (ZNG). Район вокруг деревень Шкабрня и Надин, в 18 км (11 милях) к востоку от Задара, представлял собой вершину выступа. В этом районе проживало почти исключительно хорватское население, составлявшее около 2600 человек. ЮНА попыталась окружить две деревни в конце сентября, но потерпела неудачу. Боевые действия вокруг Задара завершились 5-6 октября, а 8 октября последовало прекращение огня, в результате которого ЮНА согласилась вывести свой гарнизон из города. К 21 октября вывод войск был завершен.
Несмотря на прекращение огня, ЮНА совершила нападение на Шкабрню и Надин в период с 4 по 10 октября. Её атака на Надин, возглавляемая бронетехникой и пехотой, была отбита. В результате нападения четыре бойца Национальной гвардии Хорватии погибли, а два десятка домов и школа были повреждены. После нападения штаб обороны Задарского сектора Национальной гвардии Хорватии сформировал отдельный батальон «Шкабрня» численностью 750 человек, чтобы улучшить обороноспособность двух деревень. В зону его ответственности входило 32 км (20 миль) позиций Национальной гвардии Хорватии к востоку от Задара. Батальон развернул две роты, состоящие из 240 солдат, вдоль шести километров (3,7 мили) линии фронта вокруг Шкабрнини и роту в 100 человек в Надине. Несмотря на их численность, эффективность батальона была снижена из-за нехватки вооружения. У подразделения было достаточно оружия, чтобы вооружить 70 процентов своих войск, и 30 процентов этого запаса состояло из устаревшего огнестрельного или охотничьего оружия. Гражданское население двух деревень было эвакуировано на острова Углян и Дуги-Оток. Пять автобусов с беженцами вернулись 6 ноября после прекращения огня. В начале ноября Национальная гвардии Хорватии была переименована в Сухопутные войска Хорватии (Hrvatska vojska — HV).

### Жертвы
Сорок восемь мирных жителей были убиты в Шкабрне и четырнадцать — в Надине. Большинство из них были женщины или пожилые люди. Около 15 военнослужащих HV были убиты в течение двух дней боев и сразу после них, но изначально было неясно, сколько человек было убито в бою и сколько было казнено в качестве военнопленных.
Последующее расследование выявило, что пять военнослужащих HV были взяты в плен и казнены 18-19 ноября. Сразу после убийства некоторые из жертв были похоронены в братской могиле рядом с деревенской школой. Во время боевых действий и сразу после них было сожжено 450 домов и три католических церкви в Шкабрне. В ночь с 19 на 20 ноября все здания в Надине были сожжены после того, как ЮНА покинула деревню и отошла в казармы Бенковац.